# Гадо, Хошим
Хошим Гадо (тадж. Ҳошим Гадо, род. 10 мая 1937, Куляб, Таджикская ССР) — советский, таджикский актёр театра и кино, театральный режиссёр, педагог, писатель. Народный артист СССР (1988).

## Биография
Хашим Гадоев родился 10 мая 1937 года в Кулябе (ныне — в Хатлонской области, Таджикистан).
В 1960 году окончил таджикскую студию ГИТИСа (художественные руководители — Б. В. Бибиков и О. И. Пыжова), в 1965 — Высшие режиссёрские курсы при ГИТИСе в Москве (мастерская Н. П. Охлопкова).
С 1961 года — актёр и режиссёр Таджикского театра драмы им. А. Лахути (Душанбе).
Сыграл на сцене более 150 ролей, поставил множество спектаклей, главный из которых «Царь Эдип» Софокла ставился на сцене более ста раз. К юбилею Рудаки в 2008 году поставил спектакль о жизни и творчестве этого поэта и мыслителя.
Играл на сценах Ленинабадского музыкально-драматического театра им. А. С. Пушкина (ныне Худжандский театр музыкальной комедии им. К. Худжанди), Русского драматического театра им. В. Маяковского в Душанбе.
В кино — с 1963 года. Снялся в более 50 картинах таджикских и иностранных режиссёров, на киностудиях «Таджикфильм», «Узбекфильм», «Азербайджанфильм», «Беларусьфильм». Сдублировал на таджикский язык более 100 ролей в художественных фильмах.
Член Союза кинематографистов Таджикской ССР (1972).
Занимается преподавательской деятельностью, с 1996 года — доцент, позже — профессор Таджикского государственного института искусств им. М. Турсун-заде в Душанбе. В 1970 году поставил спектакли со своими студентами: «Мир животных» С. Насафи, «Царь Тыква» А. Бахори, «Рассказы» А. П. Чехова.
Автор биографических книг и философских эссе (11 книг): «Розхо», «Ассо», «Танхо», «Андешахо», «Я!?», «Кундж», «Кометы», «Джонбуз», «Ку», «Думы», «Мой Сухроб». Его философские притчи более 10 лет печатаются в еженедельнике «Чархи Гардун».

## Награды и звания
- Народный артист Таджикской ССР (1979).
- Народный артист СССР (13.05.1988)[2].
- Государственная премия СССР (1987) — за исполнение заглавной роли в спектакле «Эдип» Софокла на сцене Таджикского ГАДТ имени А. А. Лахути.
- Государственная премия Таджикской ССР им. Рудаки (1973) — за роль Сухраба в фильме «Рустам и Сухраб».
- Премия им. Анахита (1995).
- Орден «Звезда Президента Таджикистана».
- Почётный знак «Отличник Министерства культуры СССР».
- Деятель культуры Таджикистана[тадж.] (10 мая 2017) — за создание выдающихся высокохудожественных произведений, спектаклей, заслуги в подготовке и воспитании творческих кадров[3].

## Творчество

### Роли в театре
- 1962 — «Песня гор» Г. Абдулло — Содик
- 1963 — «Коварство и любовь» Ф. Шиллера — Фердинанд
- 1965 — «Маленькие трагедии» А. С. Пушкина — Дон Жуан
- 1966 — «Мачеха» О. де Бальзака — Фердинанд Маркандаль
- 1967 — «Рустам и Сухраб» Г. Абдулло — Сухраб
- 1970 — «Орзу» М. Назарова — Ризо
- «Гамлет» У. Шекспира — Гамлет
- «Ревизор» Н. Гоголя — Хлестаков
- «Шах Исмаил Самани» М. Бахти — Исмаил Самани
- «Царь Эдип» Софокла — Эдип

### Постановки

#### Таджикский академический театр драмы имени А. Лахути
- 1965 — «Маленькие трагедии» А. С. Пушкина
- 1970 — «Эзоп» Г. Фигейредо
- 1976 — «Краснопалочники» С. Улуг-зоды
- «Царь Эдип» Софокла

#### Ленинабадский музыкально-драматический театр им. А. С. Пушкина
- 1960 — «Африканская любовь» П. Мериме
- 1960 — «Квартирант» Ф. Ансори
- 1960 — «Случайная болезнь» Х. Содыкова

### Фильмография
- 1963 — Двенадцать часов жизни — Камил
- 1964 — Звезда Улугбека — Шахзаде Абдуллатиф
- 1967 — Беглец (телевизионный)
- 1965 — Родившийся в грозу — эпизод
- 1969 — Разоблачение — Базайшо
- 1971 — Здесь проходит граница — Тюркан, турист-агент иностранной разведки
- 1971 — Рустам и Сухраб — Сухраб
- 1972 — Ураган в долине — Ярматов
- 1972 — Четверо из Чорсанга — Максуд
- 1973 — Борцы (короткометражный)
- 1974 — Рубеж
- 1975 — Последняя охота (короткометражный)
- 1975 — Свет погасших костров (по мотивам дастана «Китаби Деде Коркут») — Газан-хан
- 1977 — Осада — Нияз
- 1977 — Первая любовь Насреддина — Талгат-бек
- 1978 — Женщина издалека — Саша Расулов
- 1980 — Служа Отечеству — Бобо Пештуни
- 1982 — Здесь тебя не встретит рай — Чёрный Вихрь
- 1983 — Пробуждение — Кудрат
- 1983 — Рыцари чёрного озера — Кули
- 1984 — Государственная граница. Красный песок — Мумин-бек
- 1987 — Джура — охотник из Мин-Архара — Ибрагим-бек
- 1990 — Битва трех королей — Агат-Мора, турецкий бей Алжира
- 1995 — Зов предков. Согдиана — ихшид Гурек, правитель Согдианы[4].